# Friedrich Sigismund Stern
Pour les articles homonymes, voir Stern.
Friedrich Sigismund ou Siegmund Stern (né le 3 septembre 1812 à Kuigatsi, gouvernement de Livonie, Empire russe – mort le 22 mai 1889  à Riga, Empire russe) était un peintre et illustrateur germano-balte.

## Quelques œuvres

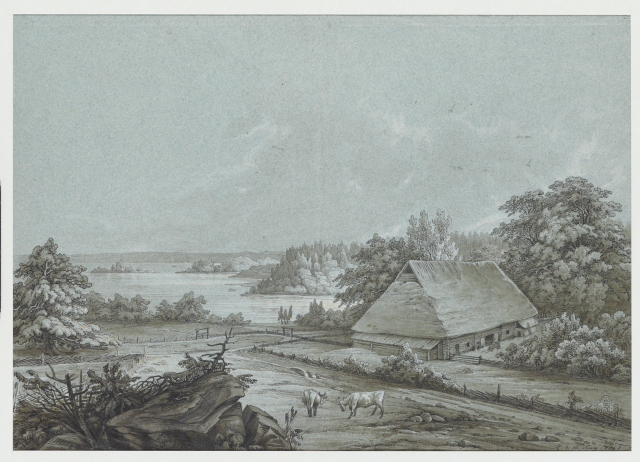
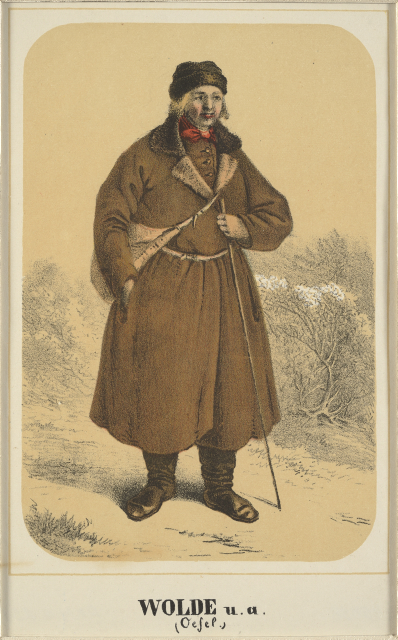
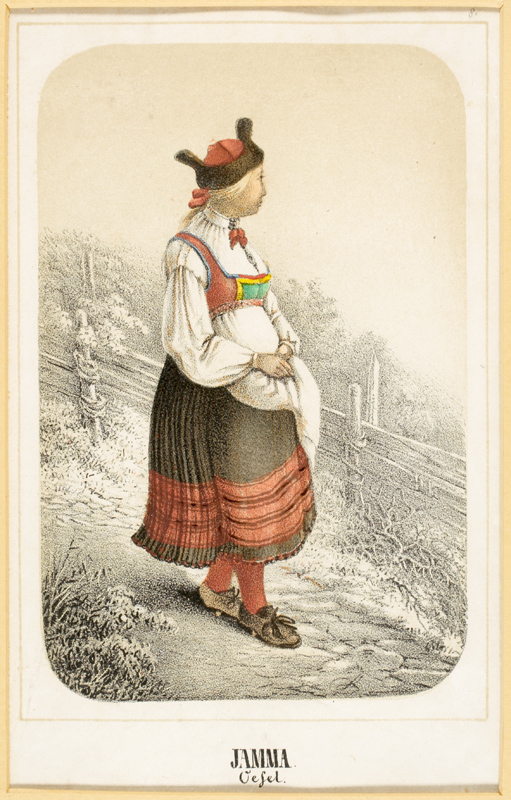
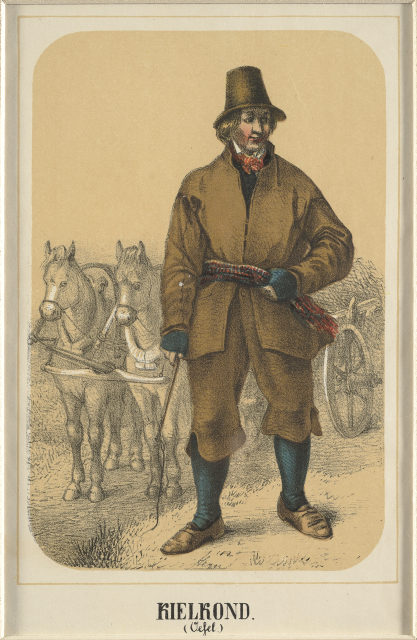
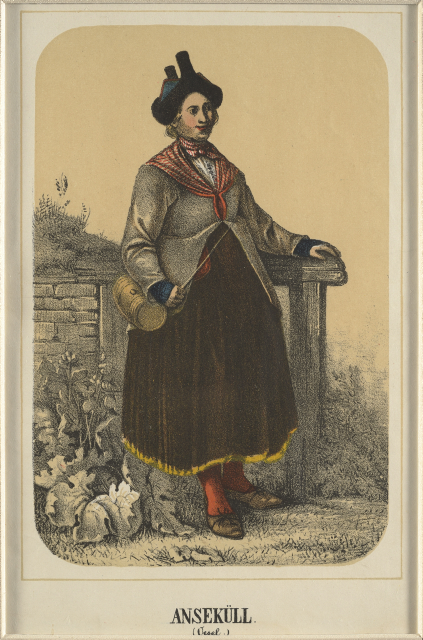
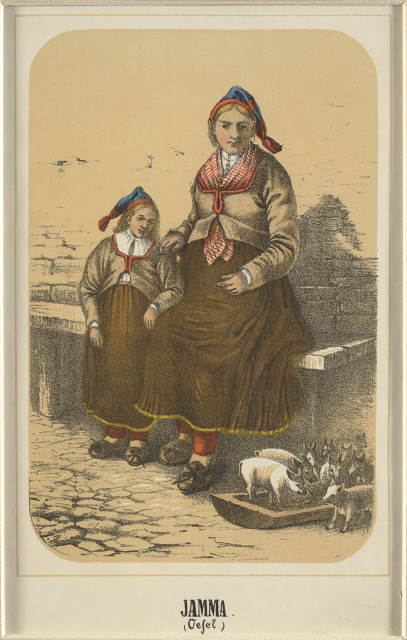
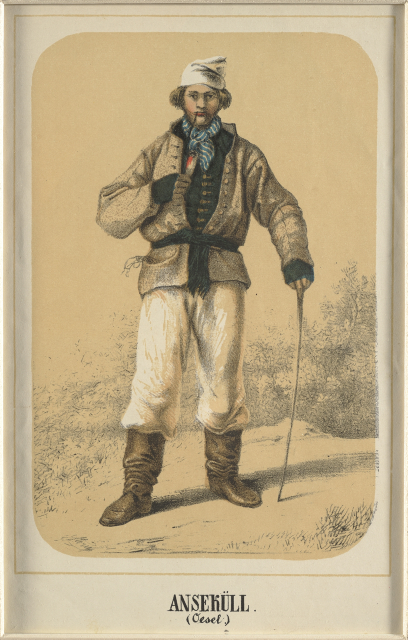
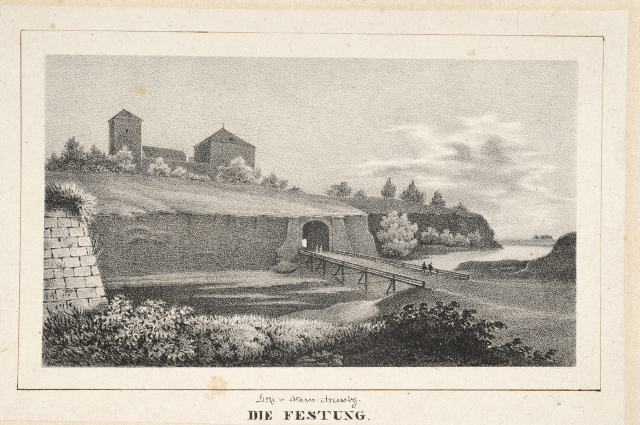